# Donacarney
Donacarney (en irlandais, Domhnach Cearnaigh ou Domhnach Cairnigh) est un village dans la circonscription appelée East Meath dans le comté de Meath, en Irlande, proche de Drogheda et la frontière avec le comté de Louth. 

## Vue d'ensemble
Deux églises, deux domaines, deux écoles et un pub se trouvent dans la localité.[réf. nécessaire]
Bien que le village comprenne les townlands de Donacarney Great et Donacarney Little, la plupart des locaux n'utilisent pas ou plus ces termes pour décrire leur secteur.
Les restes d'une tour médiévale sont visibles près de Donacarney Cross. Elle est décrite dans le Civil Survey (1654-56) comme un vieux château ('an ould Castle'). Elle apparaît dans cet état sur une carte de 1771. Blackhills Crescent, Donacarney, tire son nom de la région connue comme Black Hills ou Black Hill Lands au nord du croisement et du château, dont l'ancien nom était  Croc a searra en irlandais.
La circonscription électorale est constituée d'une zone appelée Laytown-Bettystown-Mornington-Donacarney dont la population totale se monte à 11 872 habitants en 2016.

## Enseignement
Donacarney possède deux écoles : une école de garçons et une école de filles. Environ 600 élèves fréquentent les deux établissements qui relèvent du même campus. Le nom des écoles est respectivement Réalt ná Mara BNS et Réalt ná Mara GNS. L'ancienne école,remplacée par les écoles actuelles en 1965, a ouvert en 1873. Le bâtiment en briques rouges, à côté de la forge et de l'ancienne pompe à eau du village, à Donacarney Cross, sert maintenant de centre communautaire. Il est également utilisé comme centre de vote lors des élections. Une nouvelle école a été construite en 2012.

## Culte
Une église catholique romaine se trouve près de Donacarney, dans la commune voisine de Mornington. Elle s'appelle Notre-Dame-Stella-Maris ou encore  Mornington Church et dessert la demi-paroisse de Mornington qui fait partie de la paroisse de Laytown-Mornington créée en 1986 et comprend Donacarney.

## Histoire

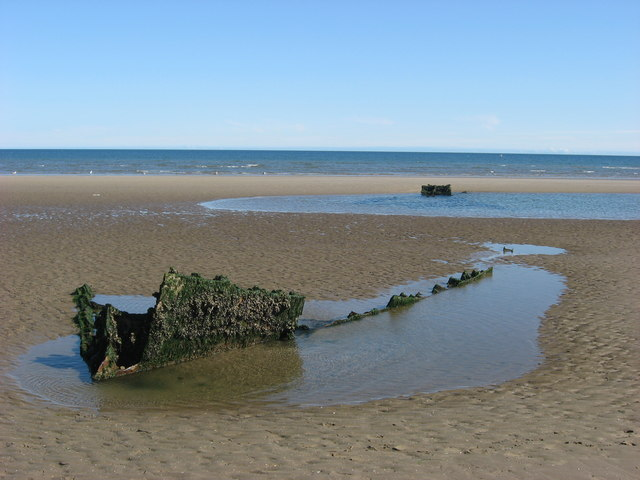
Épave à Mornington.

Donacarney, ou Duuenacharny, a été inclus dans Mornington par une Charte de Walter de Lacy, Lord of Meath appliquant et confirmant une donation faite par Hugh, son père, de diverses églises et terres en Irlande en 1230-1234,. Par la suite, il est devenu une partie du manoir de Colpe tout au long de la période médiévale. Il était en possession de l'Abbaye augustinienne de Colp, (une dépendance du Prieuré de Llanthony dans le Monmouthshire) mais détenu et géré séparément du manoir par un locataire.
À la suppression des monastères en 1536, il est devenu une partie des domaines d'Henry Draycott . Les ruines de la tour médiévale tardive étaient connues sous le nom de château de Draycott et auraient été incendiées en 1641.